# Zgornja Vižinga
Zgornja Vižinga este o localitate din comuna Radlje ob Dravi, Slovenia, cu o populație de 254 de locuitori.